# Greg Newton
Gregory Michael Newton, detto Greg (Niagara Falls, 7 settembre 1974), è un ex cestista canadese, professionista in Europa e in Sudamerica.

## Carriera
Con il Canada ha disputato i Giochi olimpici di Sydney 2000, i Campionati mondiali del 1998 e due edizioni dei Campionati americani (1999, 2003).